# Malczkowo
Malczkowo (kaszb.Môlczëce, niem. Malzkow) – osada w Polsce położona w województwie pomorskim, w powiecie słupskim, w gminie Potęgowo przy drodze wojewódzkiej nr . Wieś jest siedzibą sołectwa Malczkowo w którego skład wchodzi również miejscowość Malczkówko.
W latach 1975–1998 miejscowość położona była w województwie słupskim.
W okolicach osady, na północ od jej zabudowań, początek bierze strumień Roztok, lewobrzeżny dopływ Łupawy.

## Zabytki
- eklektyczny pałac z 1868 na planie prostokąta, elewację frontową podzieloną pilastrami rozbudowuje centralny portyk i boczne, graniaste wieże. Elewacja ogrodowa z pięciobocznym ryzalitem, loggią i dwubiegowymi schodami do ogrodu[5].